# Bronisława Kowalska (polityk)
Bronisława Kowalska (ur. 5 grudnia 1955 w Starachowicach, zm. 26 grudnia 2020 w Kielcach) – polska polityk, politolog, nauczycielka i wykładowczyni akademicka, doktor nauk społecznych, działaczka harcerska, posłanka na Sejm II, III i IV kadencji (1993–2005), eurodeputowana V kadencji (2004).

## Życiorys
Córka Stanisława i Bronisławy. Ukończyła w 1979 studia na Wydziale Humanistycznym Wyższej Szkoły Pedagogicznej w Kielcach. W 2015 została doktorem nauk społecznych w zakresie nauk o polityce – pracę doktorską pt. Frakcja Parlamentarna Sojuszu Lewicy Demokratycznej (SLD) jako aktor polityczny w latach 1991–2005 obroniła w Instytucie Politologii Uniwersytetu Wrocławskiego.
Pracowała jako nauczycielka, najpierw w szkole podstawowej, następnie w Zespole Szkół Technicznych i Ogólnokształcących im. Henryka Pobożnego w Legnicy. Była kierownikiem wydziału zuchowego w legnickiej Komendzie Chorągwi Związku Harcerstwa Polskiego i starszym instruktorem wykładowcą w Centralnej Szkole Instruktorów w Oleśnicy. Pełniła funkcję przedstawiciela ministra edukacji i nauki w konwencie Państwowej Wyższej Szkoły Zawodowej im. Witelona w Legnicy.
Od 1990 działała w Socjaldemokracji Rzeczypospolitej Polskiej (kierowała wojewódzkimi strukturami tej partii i należała do jej założycieli tego ugrupowania), w 1999 przystąpiła do Sojuszu Lewicy Demokratycznej.
W latach 1993–2005 sprawowała mandat posłanki na Sejm II, III i IV kadencji z ramienia Sojuszu Lewicy Demokratycznej. W 2001 została wybrana w okręgu legnickim. W Sejmie pracowała m.in. w Komisji Edukacji, Nauki i Młodzieży, Komisji Mniejszości Narodowych i Etnicznych oraz Komisji Spraw Zagranicznych. Była obserwatorem w PE, a od maja do lipca 2004 pełniła obowiązki eurodeputowanej w Parlamencie Europejskim V kadencji. W Europarlamencie zasiadała w grupie socjalistycznej. W 2005 nie uzyskała reelekcji.
W 2005 objęła stanowisko prodziekana Wydziału Filologicznego Wyższej Szkoły Menedżerskiej w Legnicy.
Chorowała na białaczkę; zmarła na skutek COVID-19 w okresie światowej pandemii tej choroby. Pochowana na cmentarzu parafialnym w Krynkach.